# Климек, Лукаш
Лукаш Климек (чеш. Lukáš Klimek; род. 14 ноября 1986 года, Острава, Чехословакия) — чешский хоккеист, нападающий клуба «Оломоуц».

## Карьера
Свою карьеру хоккеиста начал в юношеских и молодежных командах ХК «Витковице», в сезоне 2003/04 и 2004/05 годов выступал за молодежную сборную Чехии.
Сезон 2005/06 годов провел в Хоккейной Лиге Соединённых Штатов (USHL) за клуб «Индиана Айс» — 57 матчей в регулярном чемпионате, набрал 24 очка (10 + 14), а также два матча в плей-офф.
В сезоне 2006/07 вернулся в Чехию, выступал за родной клуб «Витковице», в частности, в составе клуба принимал участие в Кубке Шпенглера 2011 и 2012 годов. С 2013 по 2019 год играл за пражскую «Спарту». Начиная с сезона 2019/20 играет за «Оломоуц».
С 2010 по 2012 год привлекался в состав национальной сборной Чехии, в составе которой провёл 5 матчей.

## Достижения
- Серебряный призёр чемпионата Чехии 2010, 2011 и 2016
- Бронзовый призёр чемпионата Чехии 2014
- Финалист Лиги Чемпионов 2017